# Bakoy
Bakoy is een bestuurslaag in het regentschap Aceh Besar van de provincie Atjeh, Indonesië. Bakoy telt 1243 inwoners (volkstelling 2010).